# Wolfgang Steiner (Unternehmer)
Wolfgang Steiner (* 1938 in Breslau, Schlesien) ist ein deutscher Unternehmer und Sammler von Hinterglasmalerei.

## Allgemein
Wolfgang Steiner war nach seiner Ausbildung zum Groß- und Außenhandels-Kaufmann 40 Jahre in der Baumaschinen-Branche tätig. Nach dem Verkauf seiner ab 1980 aufgebauten BASTEI-Firmengruppe widmete er sich intensiv der Erforschung der Kunst der Hinterglasmalerei von der Renaissance bis zum Klassizismus. Gemeinsam mit seiner Frau, Gisela Steiner, baute er innerhalb von vier Jahrzehnten eine umfangreiche Sammlung von Hinterglasmalereien von 1550 bis 1850 auf, die neben Objekten aus Augsburg auch solche aus Tirol, Südtirol, Nordböhmen, Franken, Venetien, Neapel, England und den Niederlanden umfasst.
Teile dieser Sammlung wurden in Museen in Österreich, Italien und Deutschland in Einzelausstellungen gezeigt, bei denen Steiner als Kurator und Leihgeber auftrat. Er ist außerdem als Leihgeber für Ausstellungen zur Hinterglasmalerei international tätig. Ein besonderer Schwerpunkt seiner Tätigkeit sind Publikationen sowie Beiträge in Fachzeitschriften zur Kunst der Hinterglasmalerei. Als Initiator der ab 2006 periodisch stattfindenden Tagung zur Hinterglaskunst übernahm er von 2007 bis 2019 die Organisation dieses Symposiums. Bis zu diesem Zeitpunkt nahmen daran mehr als 800 Besucher aus 14 Nationen teil. Ende 2019 übertrug Wolfgang Steiner die Fortführung und zukünftige Organisation den Kunstsammlungen und Museen der Stadt Augsburg.
2021 erwarben die Kunstsammlungen und Museen Augsburg mit Unterstützung der Kunststiftung der Bundesländer und der Ernst von Siemens Kunststiftung u. a. einen ersten Teil der Sammlung Steiner, der nun in Wechselausstellungen der Öffentlichkeit zugänglich gemacht wird.
Neben anderen Auszeichnungen wurde Wolfgang Steiner in Würdigung seiner Forschungen zur Kunst der Hinterglasmalerei 2015 vom Bundespräsident der Republik Österreich der Berufstitel Professor verliehen.

## Veröffentlichungen (Auswahl)
- Hinterglas und Kupferstich – Hinterglasgemälde und ihre grafischen Vorlagen 1550–1850, deutsch/englisch, Hirmer München 2004, ISBN 978-3-7774-2485-9.
- „…denn ich verkünde Euch eine große Freude!“ –  Die Weihnachtsgeschichte in der Hinterglasmalerei 1550 – 1850, Mittenwald, 2008.
- Verborgene Schätze – Tiroler Hinterglasmalerei 1550–1850, Hofburg Brixen 2009, ISBN 978-88-88570-13-6.
- „… eine andere Art von Malerey“  Hinterglasgemälde und ihre Vorlagen 1550–1850, Deutscher Kunstverlag München 2012, ISBN 978-3-422-07117-9.[3]
- Christof Trepesch (Hrsg.) Hinterglaskunst aus Europa – Festschrift für Wolfgang Steiner, Kunstsammlungen und Museen Augsburg 2013.[4]
- Landschaft in der Hinterglasmalerei des 18. Jahrhunderts, Deutscher Kunstverlag München 2013, ISBN 978-3-422-07224-4.
- Goldglanz und Silberpracht – Hinterglasmalerei aus vier Jahrhunderten, Deutscher Kunstverlag München 2015, ISBN 978-3-422-07339-5.[5]
- „DER BLICK DAHINTER“ Die grafischen Vorlagen der Hinterglasgemälde der Sammlung  Steiner, Kunstsammlungen und Museen Augsburg 2017.[6]
- „GLANZLICHTER DER RAIMUNDSREUTER HINTERGLASMALEREI“, Deutscher Kunstverlag Berlin – München 2018, ISBN 978-3-422-91317-2.
- Hinterglasgemälde aus vier Jahrhunderten im Schaezlerpalais Augsburg. Bestandskatalog der Kunstsammlungen und Museen Augsburg aus der Sammlung Steiner. Deutscher Kunstverlag, Berlin 2022, ISBN 978-3-422-99231-3.

## Beiträge in Fachpublikationen
- Wollust und Grazie, in: Weltkunst Heft 3/2005, S. 70–73.
- Eleganz in Glanz – Die hohe Kunst der Hinterglasmalerei und ihre grafischen Vorbilder, in: Barock-Berichte 42/43, Salzburg 2005, Seiten 767–783.
- „Kein Hayde in Augsburg“, in: Weltkunst Heft 15/2006, Seiten 34–39.
- Zu früh gefreut, in: Kunst und Auktionen, Ausgabe 9/2010.
- Spiegeln und Funkeln, in: Kunst und Auktionen, Ausgabe 17/2010.
- „I was Hitler's Buddy“, in: Kunst und Auktionen, Ausgabe 6/2011.
- Musealer Farbenrausch, Die Hinterglasbilder der Sammlung Sprüngli-Halter, Zürich in: Kunst und Auktionen, Ausgabe 13/2013.
- Komplexes Kompendium, Rezension zu Simone Bretz: Hinterglasmalerei. Maltechnik – Geschichte – Restaurierung, in: Kunst und Auktionen, Ausgabe 17/2013.
- Farbenfrohe Bildwerke. Hinterglaskunst aus einer Münchner Privatsammlung, in: Kunst und Auktionen, Ausgabe 14/2016.
- Wohlgehütete Familienschätze, in: Kunst und Auktionen Ausgabe 10/2019

## Ausstellungen
(Quelle:)

### Als Kurator und Leihgeber
- 2005/6: Barockmuseum Salzburg, „Eleganz in Glanz – die hohe Kunst der Hinterglasmalerei und ihre grafischen Vorbilder“
- 2008: Deutsche Barockgalerie im Schaezlerpalais der Kunstsammlungen und Museen Augsburg, „Hinterglas und Kupferstich – Hinterglasgemälde aus drei Jahrhunderten und ihre Vorlagen“[8]
- 2008/2009: Geigenbaumuseum Mittenwald, „…denn ich verkünde Euch eine große Freude!“ – Die Weihnachtsgeschichte in der Hinterglasmalerei 1550–1850
- 2009: Diözesanmuseum Hofburg Brixen, „Verborgene Schätze – Tiroler Hinterglasmalerei 1550-1850“[9]
- 2012: Deutsche Barockgalerie im Schaezlerpalais der Kunstsammlungen und Museen Augsburg, „…eine andere Art von Malerey – Hinterglasgemälde und ihre Vorlagen 1550-1850“
- 2013: Oberammergau Museum, „Landschaft in der Hinterglasmalerei des 18. Jahrhunderts“[10]
- 2015: Deutsche Barockgalerie im Schaezlerpalais der Kunstsammlungen und Museen Augsburg, „Goldglanz und Silberpracht – Hinterglasmalerei aus vier Jahrhunderten“[11]
- 2017: Dauerausstellung, Hinterglaskabinett im Schaezlerpalais der Kunstsammlungen und Museen Augsburg, „DER BLICK DAHINTER. Hinterglasgemälde aus der Sammlung Steiner und ihre grafischen Vorlagen“

### Als Leihgeber
- 2003: Schlossmuseum Murnau am Staffelsee, „…welche zuweilen Kunstwerth haben“ – Hinterglasmalerei in Südbayern im 18. und 19. Jahrhundert[12]
- 2009: Barockmuseum Salzburg, „Johann Wolfgang Baumgartner – Ölskizzen und Hinterglasbilder“
- 2010: Ausstellung Augsburg-Eichstätt-Innsbruck, „Johann Evangelist Holzer – Maler des Lichts, 1709–1740“
- 2010: Barockmuseum Salzburg, „Rocaille – Zur Geschichte einer Ornamentform“
- 2010: Bayerische Landesausstellung in Augsburg und Füssen, „Bayern - Italien“[13]
- 2012: Musée des Beaux-Arts, Chartres/Frankreich, „La Peinture sous verre – un art ancien toujours actuel“
- 2012: Deutsche Barockgalerie im Schaezlerpalais der Kunstsammlungen und Museen Augsburg, „Johann Georg Bergmüller (1688-1762) – Ein Meister des Bayerischen Barocks“
- 2012/2013: Maximilianmuseum der Kunstsammlungen und Museen Augsburg, „Johann Wolfgang Baumgartner (1702–1761) – Veduten hinter Glas“[14]
- 2017: Nordböhmisches Museum Liberec/Reichenberg, „Vincenz Janke (1769–1838) Podmalby na skle - Malerei hinter Glas“
- 2017: Stadtmuseum Kaufbeuren, „Bekenntnisse aus Glas - Protestantische Hinterglasbilder aus Kaufbeuren“
- 2018/2019: Oberammergau Museum, „Glanz Farbe Licht - Hinterglasmalerei in Oberammergau im 18. und 19. Jahrhundert“
- 2020: Landesmuseum Schloss Tirol, „Zwischen Augsburg und Venedig - die Passeirer Malerschule“[15]
- 2020/21: Museum Penzberg – Sammlung Campendonk, „Hinter Glas gemalt – Geheimnisse einer Technik“[16]
- 2021: Museum im Wittelsbacher Schloss Friedberg, „Die Zeit in der Kunst“